# Auto blu
Con l'espressione auto blu si definisce un automezzo a disposizione di politici o di alti funzionari dello Stato o della pubblica amministrazione. La denominazione deriva dal fatto che tali autovetture, specie se appartenenti a un servizio di scorta, sono dotate di lampeggiante blu di segnalazione (ai sensi dell'art. 177 del Codice della Strada). Secondo altra ipotesi in Italia il colore della carrozzeria usato generalmente per queste automobili è il blu scuro, come in inglese sono spesso definite black cars (auto nere).

## Italia
In Italia il parco auto della pubblica amministrazione è stato censito in due categorie:
- le "auto blu", di rappresentanza, aventi una cilindrata superiore ai 1600 cm³ con o senza autista (circa 6.504)
- le "auto grigie", operative, di cilindrata inferiore ai 1600 cm³ con o senza autista (circa 50.077)

Da questa suddivisione sono escluse tutte le autovetture a scopo di sicurezza e difesa (circa 66 000).
Il veicolo può essere di proprietà, in leasing o in noleggio a Stato (1 681), regioni (2 100), province (3 700), comuni (25 300), aziende sanitarie (18 800), enti pubblici (1 100), università pubbliche (900) o altre amministrazioni locali (7 700).
Nel 2011 la spesa annua è stata di 1,1 miliardi di euro, di cui 561 milioni per le auto blu e 485 milioni per le auto grigie. Nel 2012 la spesa annua è stata di 1,05 miliardi di euro, di cui 400 milioni per le auto blu e 539 milioni per le auto grigie. Di questi 645 milioni sono stati spesi per il personale, 146 milioni tra assicurazioni, carburante e manutenzione, 56 milioni per il noleggio e 18 per l'acquisto di nuove autovetture.
Al dicembre 2021 risultavano registrate 29 894 auto blu di cui l'8.14% con autista.

## Regno Unito
Nel Regno Unito, dal 1997 al 2012, la Government Car and Despatch Agency si occupava della gestione del parco auto della pubblica amministrazione, funzione che poi è tornata al dipartimento trasporti.
Nel 2008 questa agenzia era finita al centro di uno scandalo riguardante 2,7 milioni di sterline spesi per l'affitto di limousine utilizzate per il trasporto di ministri e dirigenti del governo.